# Suillaceae
Suillaceae (Singer) Besl & Bresinsky, Pl. Syst. Evol. 206(1-4): 239 (1997).
Suillaceae è una famiglia di funghi appartenente all'ordine Boletales.

## Generi di Suillaceae
Il genere tipo è Suillus Gray, altri generi inclusi sono:
- Psiloboletinus
- Truncocolumella